# 愛的真諦
《愛的真諦》（英语：Someday (I Will Understand)），是美国女歌手布兰妮·斯皮尔斯的一首歌曲，由布兰妮本人创作，并由本人和盖伊·西格斯沃思共同制作发行。歌曲于2006年作为布兰妮的首张迷你专辑《混乱天堂》（Britney & Kevin: Chaotic）的唯一一支单曲发行。2004年7月，布蘭妮宣佈與美國舞者凯文·费德林訂婚，並在之後證實自己將為家庭再次進行事業休假。布蘭妮在得知自己懷第一個孩子尚恩·普雷斯顿·費德林兩周前創作了這首歌曲。
《愛的真諦》是一首民謠歌曲，歌詞描述了一位懷孕的女性被授權做母親的感受。歌曲的混音版本被收錄於布蘭妮2005年的混音專輯《妮裳舞部曲-混音精选+新曲》（B in the Mix: The Remixes）中。
《愛的真諦》在發行後收穫了樂評褒貶不一的評價。部分樂評認為歌曲是布蘭妮歷史性的一課，並認為歌曲是一首催淚的民謠。但還有人認為歌曲較為差勁。歌曲在眾多歐洲國家上榜，並在丹麥、瑞典和瑞士進入了榜單前十名。歌曲的音樂錄影帶由麥克·豪斯曼導演，首播於《混亂天堂》（Britney & Kevin: Chaotic）的結局。全片以黑白為色調，片中塑造了布蘭妮成為人母的角色轉化。主流評論指出，這部音樂錄影帶不同於布蘭妮以往音樂錄影帶的風格，並將其與美國歌手瑪丹娜卡巴拉的形象進行比較。

## 曲目列表
| - 欧洲CD单曲 1. "Someday (I Will Understand)" – 3:37 2. "Someday (I Will Understand)" (Hi-Bias Signature Radio Remix) – 3:46 - 欧洲限量加大单曲 1. "Someday (I Will Understand)" – 3:37 2. "Someday (I Will Understand)" (Instrumental) – 3:37 3. "Someday (I Will Understand)" (Hi-Bias Signature Radio Remix) – 3:46 4. "Someday (I Will Understand)" (Leama and Moor Remix) – 9:18 | - 日本加大单曲 1. "Someday (I Will Understand)" – 3:37 2. "Chaotic" – 3:33 3. "Mona Lisa" – 3:25 4. "Over to You Now" – 3:42 5. "Someday (I Will Understand)" (Hi-Bias Remix) – 3:46 |

## 榜单
| 榜单 （2005年）                      | 最高 排位 |
| ------------------------------------ | --------- |
| 奥地利（Ö3四十强单曲榜）             | 32        |
| 比利时佛兰德（Ultratop五十强单曲榜） | 17        |
| 比利时瓦隆（Ultratop五十强单曲榜）   | 11        |
| 丹麥（Hitlisten单曲榜）              | 8         |
| 芬兰（芬蘭官方單曲榜）               | 15        |
| 德国（德國官方單曲榜）               | 22        |
| 匈牙利 (Mahasz)                      | 6         |
| 意大利（意大利音乐产业联盟单曲榜）   | 7         |
| 荷兰（百强单曲榜）                   | 36        |
| 挪威（世道單曲榜）                   | 18        |
| 瑞典（瑞典最熱榜）                   | 10        |
| 瑞士（瑞士热门音乐榜）               | 8         |

## 发行历史
| 国家   | 日期           | 形式          | 厂牌     |
| ------ | -------------- | ------------- | -------- |
| 法国   | 2005年8月18日  | 数字 迷你唱片 | Sony BMG |
| 德国   | 2005年8月22日  | CD单曲        | Sony BMG |
| 德国   | 2005年8月22日  | 数字 迷你唱片 | Sony BMG |
| 卢森堡 | 2005年8月22日  | 数字 迷你唱片 | Sony BMG |
| 荷兰   | 2005年8月22日  | 数字 迷你唱片 | Sony BMG |
| 英国   | 2005年8月22日  | 数字 迷你唱片 | Sony BMG |
| 英国   | 2005年8月22日  | 数字 单曲     | Sony BMG |
| 日本   | 2005年9月21日  | 加大单曲      | Sony BMG |
| 英国   | 2005年10月11日 | 加大单曲      | Sony BMG |